# Cardiff
Cardiff (en galés: Caerdydd) es la capital de Gales y su ciudad más grande, así como el centro comercial, cultural, deportivo, educativo y mediático más importante del país. Es, también, la undécima ciudad más grande del Reino Unido. Se trata de una autoridad unitaria situada en el sureste de Gales, a orillas del canal de Brístol y cerca de la frontera inglesa. 
La ciudad se expandió enormemente durante el siglo XIX debido a la actividad minera y al tráfico de sus puertos. 
Según las estimaciones oficiales del ayuntamiento obtenidas con respecto al censo de 2022, la población de Cardiff era de 372 089 habitantes, y su área urbana sumaba 479 000 habitantes (2011). Cardiff es un importante centro turístico, el más importante de Gales, con 21,3 millones de visitantes en 2017.

## Etimología
Los expertos consideran que el nombre de Cardiff y su equivalente galés Caerdydd derivan de palabras postromanas britonas que significan "fortaleza en el Taff". Dydd o Diff son las dos modificaciones del "río Taff", río sobre el que se alza el Castillo de Cardiff (con la mutación de la letra "T" por la "D" en galés). De acuerdo con una de las principales autoridades modernas en toponimia, la pronunciación galesa de Caerdyff como Caerdydd es una muestra de la permutación coloquial galesa "-f" y "-dd".
En el pasado, anticuarios como William Camden sugirieron que el nombre de Cardiff podría derivar del nombre Caer-Didi ("el Fuerte de Didius") en honor de Aulo Didio Galo, el gobernador de una provincia cercana a la época en que los romanos erigieron una fortaleza en la localidad. A pesar de que algunos sitios web modernos repiten esta teoría como un hecho, la misma es refutada por estudiosos modernos de lengua, como el profesor Pierce Gwynedd de la Universidad de Cardiff, quien la desestimó en forma tajante.

## Historia

### Época romana hasta la Edad Media

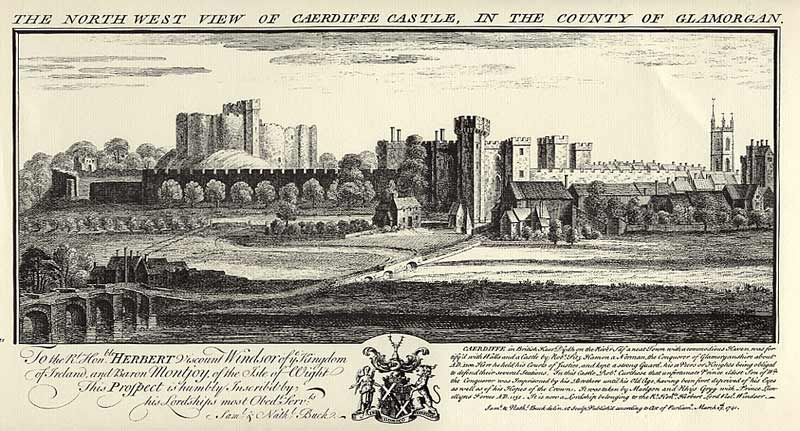
Vista del Castillo de Caerdiffe (Cardiff).

Cardiff fue fortificado por los romanos durante la ocupación de las islas británicas. Cuando el dominio en Britania terminó a principios del siglo V, el fuerte fue abandonado. Los restos de esa fortificación original son todavía visibles en el Castillo de Cardiff.

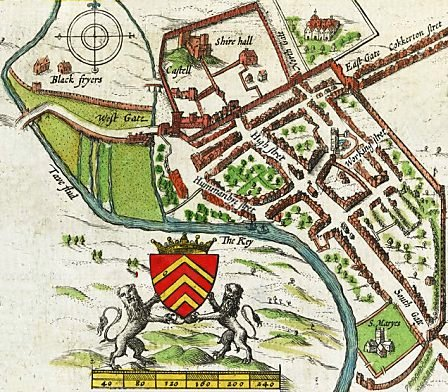
Mapa de Cardiff de John Speed en 1610.

En 1091 Robert Fitzhamon comenzó a trabajar en el castillo para preservar las murallas de la antigua fortaleza romana. El edificio fue modificado sustancialmente y ampliado durante la época victoriana por John Crichton-Stuart, 3.er marqués de Bute, y el arquitecto William Burges.
A la sombra del castillo creció pronto un pequeño pueblo compuesto principalmente por colonos procedentes de Inglaterra. Durante la Edad Media, la población de Cardiff osciló entre los 1500 y los 2000 habitantes, el tamaño normal para un pueblo galés en la época. Sin embargo, a finales del siglo XIII, Cardiff fue la única ciudad de Gales con una población de más de 2000 habitantes, aunque seguía siendo relativamente pequeña comparada con otras ciudades del Reino de Inglaterra.
Durante la Edad Media, el poblado tenía un ajetreado puerto, que para 1327 ya se había convertido en el elemento básico de la ciudad. A principios de siglo XII, se construyó una empalizada de madera en todo su perímetro para protegerla.
En 1404 Owain Glyndwr incendió Cardiff y tomó el Castillo. Como el poblado era aún muy pequeño, la mayoría de los edificios, que eran de madera, fueron reducidos a cenizas. Poco después fue reconstruido y comenzó a florecer una vez más.

### Ciudad Condado de Glamorganshire
En 1536, el Acta de Unión entre Inglaterra y Gales llevó a la creación de la Comarca de Glamorgan, y Cardiff formó una ciudad condado (County town). Por esta época, la familia Herbert había llegado a ser la familia más poderosa de la comarca. En 1538, Enrique VIII cerró los conventos dominicos y franciscanos, los restos de los cuales se utilizaron como materiales de construcción.
La localidad se convirtió en un Municipio Libre en 1542, y en 1581, Isabel I le concedió su primer Decreto Real. La ciudad obtuvo un segundo Decreto Real en 1608.
Durante la segunda guerra civil inglesa, se libró en St. Fagans, al oeste de la ciudad, la batalla de St. Fagans, que concluyó con una victoria decisiva de los parlamentaristas frente a los realistas y permitió a Oliver Cromwell conquistar el País de Gales. Fue además, la última gran batalla que tuvo lugar en este territorio, con un total de 200 soldados muertos (en su mayoría leales a la Corona).
En la década de 1790 se estableció un servicio de diligencia que la comunicó con Londres, se construyó un hipódromo y se instalaron una imprenta, bancos y cafés. A pesar de estas mejoras, su posición en la jerarquía urbana galesa disminuyó durante el siglo XVIII. Iolo Morganwg lo llamó «un oscuro e insignificante lugar», y el censo de 1801 dio como resultado que la población era de 1870 personas, haciendo de Cardiff la vigésima quinta ciudad de Gales, muy por detrás de Merthyr y Swansea.

### Construcción de los muelles

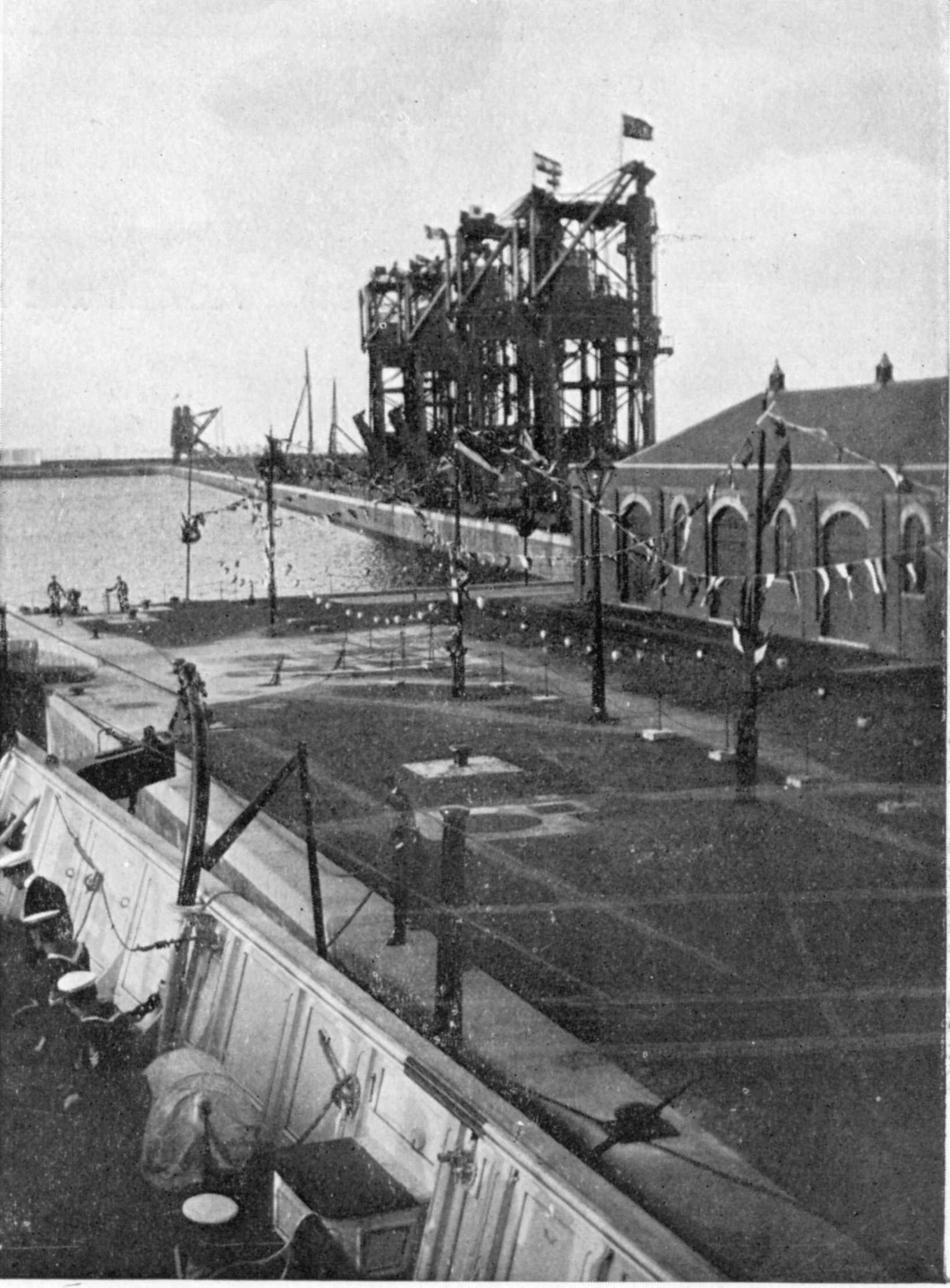
Muelle de Cardiff en 1907.

En 1793 nació John Crichton-Stuart, 2.º marqués de Bute, quien pasó su vida construyendo los muelles de la localidad y fue llamado «el creador de la moderna Cardiff». En 1815 se estableció un servicio dos veces por semana a Bristol.
Durante la revolución industrial, la mayoría del carbón exportado al mundo salía del puerto y la riqueza generada permitió remodelar el Castillo de Cardiff y el Castell Coch. La ciudad creció rápidamente a partir de los años 1830, y se convirtió en el principal puerto exportador del carbón de los valles de Cynon, Rhondda y Rhymney, creciendo entre 1840 y 1870 a una tasa de casi el 80 % por década. Gran parte del crecimiento se debió a la migración de dentro y fuera de Gales: en 1851, una cuarta parte de la población de la ciudad era inglesa de nacimiento y más del 10 % había nacido en Irlanda. En el censo de 1881, había superado tanto a Merthyr como a Swansea y se convirtió en la ciudad galesa más grande. En 1893 se construyó la Universidad de Gales.
En la década de 1880 la ciudad se enfrentó a un gran desafío cuando David Davies Llandinam y la Empresa de Ferrocarriles Barry promovieron el desarrollo de los muelles de Barry, los rivales de los muelles de Cardiff. Dichos muelles tenían la ventaja de ser accesibles sin importar el estado de la marea. Por esa razón, las exportaciones de carbón de Barry sobrepasaron desde 1901 a las de Cardiff, pero la administración del comercio del carbón se mantuvo centrada en esta urbe, en particular, su Coal Exchange. La ciudad también fortaleció su base industrial con la decisión de Guest, Keen y Nettlefolds (los propietarios de la fundición en Dowlais Merthyr) de construir una nueva acería cerca de los muelles en East Moors en 1890.

### Estatuto de ciudad
El 28 de octubre de 1905, Cardiff obtuvo el estatuto de ciudad por parte de Eduardo VII, y adquirió una catedral católica en 1916. En los años siguientes se ubicaron en la ciudad un número creciente de instituciones nacionales, como el Museo Nacional de Gales.
Después de un breve auge tras la Primera Guerra Mundial, los muelles de Cardiff entraron en un prolongado declive en el período de entreguerras. En 1936 su comercio fue inferior a la mitad de su valor de 1913, lo que reflejaba la caída de la demanda de carbón de Gales. Los bombardeos que sufrió durante la Segunda Guerra Mundial incluyeron la devastación de la catedral de Llandaff, y en los años de la posguerra, el vínculo de la ciudad con la familia Bute llegó a su fin.
En respuesta a una petición del ministro del Interior Gwilym Lloyd George, el 20 de diciembre de 1955 pasó a ser la capital política de Gales. Caernarfon también aspiró al título. En 1958 la ciudad acogió los Juegos de la Commonwealth y se convirtió en un centro de administración nacional con el establecimiento de la Oficina Galesa en 1964 que más tarde llevó a la creación de varios otros organismos públicos como el Consejo de las Artes de Gales y la Agencia de Desarrollo de Gales, la mayoría de los cuales se ubicaron en esta urbe.
Tras el cierre de la acería East Moors en 1978 la ciudad perdió población durante la década de 1980. Sin embargo, se recuperó y fue una de las pocas ciudades (aparte de Londres), donde la población creció durante la década siguiente. Durante este período, la Cardiff Bay Development Corporation promovió la reconversión industrial al sur de la ciudad. Una evaluación de la regeneración de la bahía de Cardiff, publicado en 2004, llegó a la conclusión de que el proyecto había «reforzado la posición competitiva de Cardiff [y] contribuido a una enorme mejora en la calidad del entorno construido».

## Geografía
Cardiff es una ciudad relativamente pequeña rodeada de colinas por el Este, Norte y Oeste. Las características geográficas de la zona influyeron en el desarrollo de la ciudad como uno de los puertos de carbón más grandes del mundo, por su proximidad y fácil acceso a los campos de carbón de los valles del sur de Gales.
La ciudad limita, al oeste, con el distrito rural de Vale of Glamorgan, que es conocido como El Jardín de Cardiff; al este, con la ciudad de Newport; al norte, con los valles del sur de Gales; y, al sur, con el río Severn y el canal de Brístol. El río Taff serpentea a través del centro de la ciudad y, junto al río Ely, confluye a la bahía de Cardiff. Un tercer río, el Rhymney, cruza al este de la ciudad y desemboca directamente en el Severn.

### Clima
Cardiff tiene un clima oceánico templado, con veranos e inviernos generalmente suaves, la temperatura promedio durante enero es de 5 °C, mientras que en julio la temperatura media alcanza los 17,5 °C. El viento sopla predominantemente desde el suroeste sobre el océano Atlántico.
Comparado con el resto de Gales el clima de la ciudad es relativamente seco, con una precipitación media de 1065 milímetros anuales.
| Parámetros climáticos promedio de Cardiff, Gales | Parámetros climáticos promedio de Cardiff, Gales | Parámetros climáticos promedio de Cardiff, Gales | Parámetros climáticos promedio de Cardiff, Gales | Parámetros climáticos promedio de Cardiff, Gales | Parámetros climáticos promedio de Cardiff, Gales | Parámetros climáticos promedio de Cardiff, Gales | Parámetros climáticos promedio de Cardiff, Gales | Parámetros climáticos promedio de Cardiff, Gales | Parámetros climáticos promedio de Cardiff, Gales | Parámetros climáticos promedio de Cardiff, Gales | Parámetros climáticos promedio de Cardiff, Gales | Parámetros climáticos promedio de Cardiff, Gales | Parámetros climáticos promedio de Cardiff, Gales |
| Mes                                              | Ene.                                             | Feb.                                             | Mar.                                             | Abr.                                             | May.                                             | Jun.                                             | Jul.                                             | Ago.                                             | Sep.                                             | Oct.                                             | Nov.                                             | Dic.                                             | Anual                                            |
| ------------------------------------------------ | ------------------------------------------------ | ------------------------------------------------ | ------------------------------------------------ | ------------------------------------------------ | ------------------------------------------------ | ------------------------------------------------ | ------------------------------------------------ | ------------------------------------------------ | ------------------------------------------------ | ------------------------------------------------ | ------------------------------------------------ | ------------------------------------------------ | ------------------------------------------------ |
| Temp. máx. abs. (°C)                             | 13.8                                             | 15.0                                             | 19.5                                             | 24.0                                             | 26.6                                             | 32.1                                             | 32.0                                             | 33.5                                             | 27.0                                             | 24.6                                             | 17.1                                             | 16.7                                             | 33.5                                             |
| Temp. máx. media (°C)                            | 8.3                                              | 8.6                                              | 11.1                                             | 13.8                                             | 17.1                                             | 19.8                                             | 21.7                                             | 21.5                                             | 18.8                                             | 14.9                                             | 11.3                                             | 8.7                                              | 14.7                                             |
| Temp. media (°C)                                 | 5.3                                              | 5.4                                              | 7.6                                              | 9.5                                              | 12.7                                             | 15.4                                             | 17.4                                             | 17.2                                             | 14.7                                             | 11.3                                             | 8.0                                              | 5.7                                              | 10.9                                             |
| Temp. mín. media (°C)                            | 2.3                                              | 2.1                                              | 4.0                                              | 5.2                                              | 8.3                                              | 11.0                                             | 13.1                                             | 12.8                                             | 10.5                                             | 7.7                                              | 4.6                                              | 2.6                                              | 7.0                                              |
| Temp. mín. abs. (°C)                             | -10.3                                            | -8.8                                             | -8.1                                             | -4.8                                             | -2.0                                             | 1.0                                              | 5.3                                              | 3.6                                              | 2.4                                              | -2.7                                             | -8.4                                             | -8.8                                             | -10.3                                            |
| Precipitación total (mm)                         | 121.6                                            | 85.2                                             | 89.8                                             | 68.6                                             | 72.3                                             | 66.6                                             | 78.4                                             | 93.4                                             | 94.0                                             | 133.5                                            | 123.4                                            | 125.3                                            | 1151.9                                           |
| Días de precipitaciones (≥ 1.0 mm)               | 15.7                                             | 11.1                                             | 13.0                                             | 11.1                                             | 11.2                                             | 10.1                                             | 10.7                                             | 11.0                                             | 11.0                                             | 15.5                                             | 14.5                                             | 13.9                                             | 148.6                                            |
| Horas de sol                                     | 54.4                                             | 75.9                                             | 111.9                                            | 169.6                                            | 190.6                                            | 190.0                                            | 199.0                                            | 190.7                                            | 149.6                                            | 103.0                                            | 65.8                                             | 48.9                                             | 1549.4                                           |
| Fuente n.º 1: Met Office                         |                                                  |                                                  |                                                  |                                                  |                                                  |                                                  |                                                  |                                                  |                                                  |                                                  |                                                  |                                                  |                                                  |
| Fuente n.º 2: KNMI                               |                                                  |                                                  |                                                  |                                                  |                                                  |                                                  |                                                  |                                                  |                                                  |                                                  |                                                  |                                                  |                                                  |

## Demografía
Tras un período durante las décadas de 1970 y de 1980, cuando su población fue disminuyendo, actualmente la población de Cardiff se encuentra en crecimiento. Las autoridades locales estimaban una población total en 2006 de 317 500 habitantes, comparados con los 305 353 registrados en el censo de 2001. De acuerdo con las cifras de ese censo, en 2001 era la 14.ª ciudad más poblada del Reino Unido, y su área urbana figuraba en el puesto 21.
Las estimaciones oficiales derivan con respecto al censo, por lo que la población total es aún incierta. El ayuntamiento ha publicado dos artículos que argumentan que el censo de 2001 posee un error por defecto de la población y, en particular, la población de las minorías étnicas de algunas áreas del centro de la ciudad.
Y es que Cardiff posee una amplia gama de diversas etnias debido a su pasado comerciante, inmigración de postguerra y los numerosos estudiantes universitarios extranjeros que recibe la ciudad cada año. Según el censo de 2001, la división étnica fue la siguiente: 91,6 % de raza blanca, un 2 % de raza mixta, 4 % surasiáticos, 1,3 % negros y un 1,2 % de otras razas. De acuerdo con un informe de 2005, alrededor de 30 000 personas de una etnia viven en Cardiff, un 8,4 % del total (muchas de esas comunidades viven en Butetown, donde las minorías étnicas representan un tercio de la población total). Esta diversidad, y especialmente las tradicionales comunidades africanas y árabes, hace que se celebren numerosas exhibiciones y eventos propios de sus culturas.

### Religión
En 1922 Cardiff absorbió el pueblo de Llandaff, sede de la diócesis de la Iglesia anglicana de Gales, cuyo obispo es actualmente el Arzobispo anglicano de Gales. También existe una catedral católica en la ciudad. Desde 1916 es la sede de la arquidiócesis católica; sin embargo, la población católica ha ido disminuyendo paulatinamente, habiendo perdido 25 000 fieles desde 1980. Igualmente, la comunidad judía ha perdido importancia y en la actualidad permanecen solamente dos sinagogas, una en Cyncoed y otra en Moira Terrace, frente a las siete que llegaron a contarse en el siglo XX. Existe un relevante número de capillas anticonformistas, una iglesia griega ortodoxa construida a comienzos del siglo XX y once mezquitas.

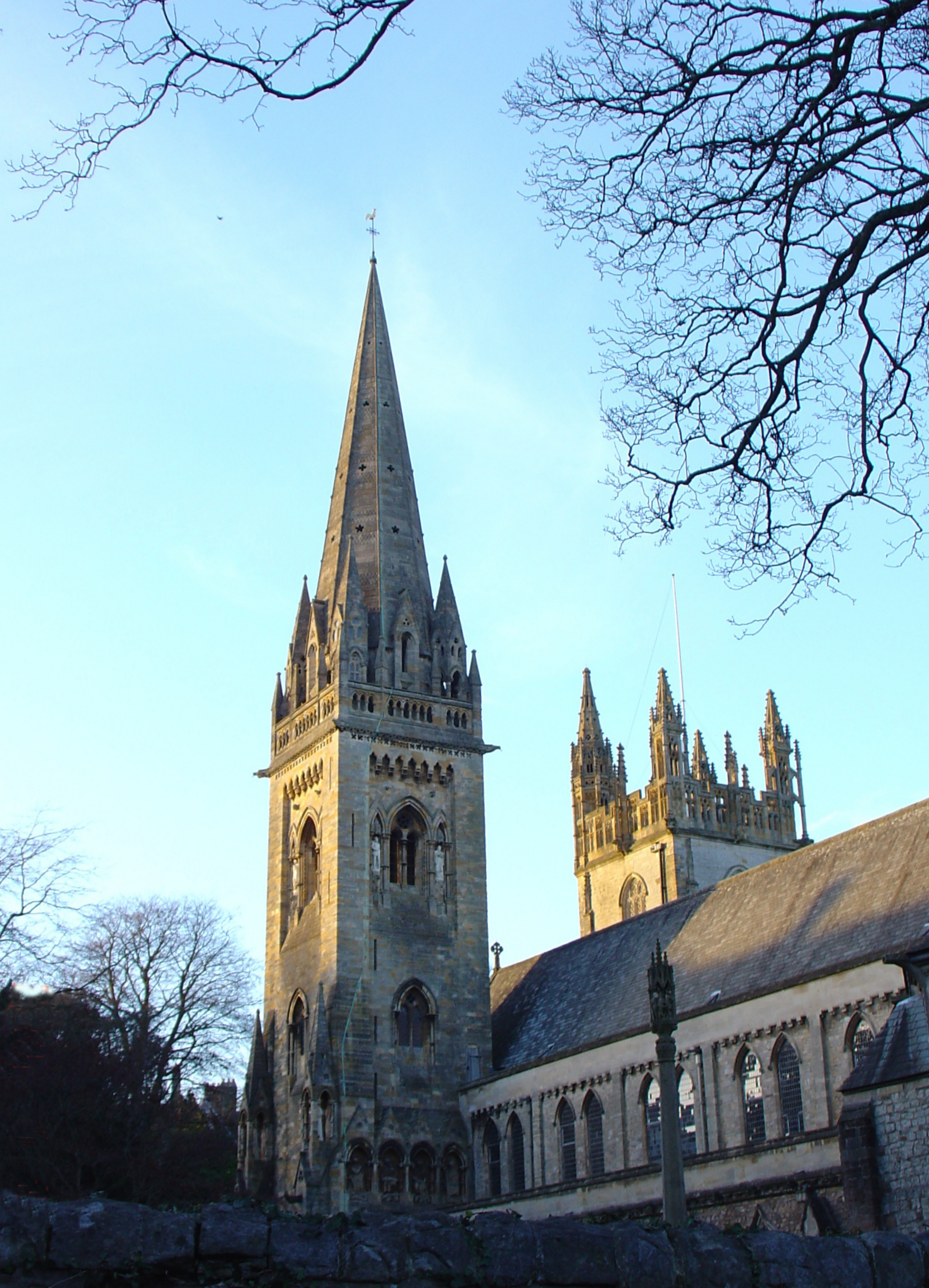
Catedral de Llandaff.

En el censo de 2001, el 66,9 % de la población se describía a sí misma como cristiana, cifra inferior a la media galesa y británica, mientras que un 3,7 % se describía como musulmana, porcentaje considerablemente superior al de la media galesa, pero en concordancia con la británica. Por su parte, las religiones hindú, sikh y judía eran considerablemente superiores en porcentaje con respecto a la media galesa, pero inferiores a la británica. Un 18,8 % se declaró no religioso y un 8,6 % no declaró ninguna religión.
La comunidad no cristiana más antigua de Gales es la judía. A los judíos se les denegó vivir en el país entre el Edicto de Expulsión de 1290 y el siglo XVII, y fue restablecida en el siglo XVIII. La comunidad moderna tiene su epicentro en la congregación Cardiff United Synagogue.
Cardiff tiene una de las poblaciones musulmanas más importantes del Reino Unido, cuyo origen data del siglo XIX, cuando llegaron numerosos marineros procedentes de Yemen. La primera mezquita del Reino Unido se abrió en 1860 en el distrito de Cathays. En la ciudad viven alrededor de 11 000 musulmanes de diferentes nacionalidades y orígenes.
Cardiff también alberga una notable comunidad hindú, que comenzó a llegar a la ciudad durante los años 1950 y años 1960. El primer templo de la ciudad se abrió el 6 de abril de 1979, en Grangetown, en lo que era una imprenta abandonada (cuyo lugar fue, a su vez, el sitio de una antigua sinagoga). El 25.º aniversario de la fundación del templo fue celebrado en septiembre de 2007 con un desfile de alrededor de 3000 personas por el centro de la ciudad, incluidos hindúes de todo el Reino Unido y miembros de otras comunidades religiosas. Hoy en día hay unos 2000 hindúes en la ciudad, dando culto a los tres templos existentes.

## Gobierno
Desde la reorganización del gobierno local en 1996, Cardiff ha sido gobernada por el City and County Council of Cardiff, que se encuentra en el County Hall de Atlantic Wharf, Cardiff Bay. Las elecciones son cada cuatro años y los votantes eligen 75 concejales.

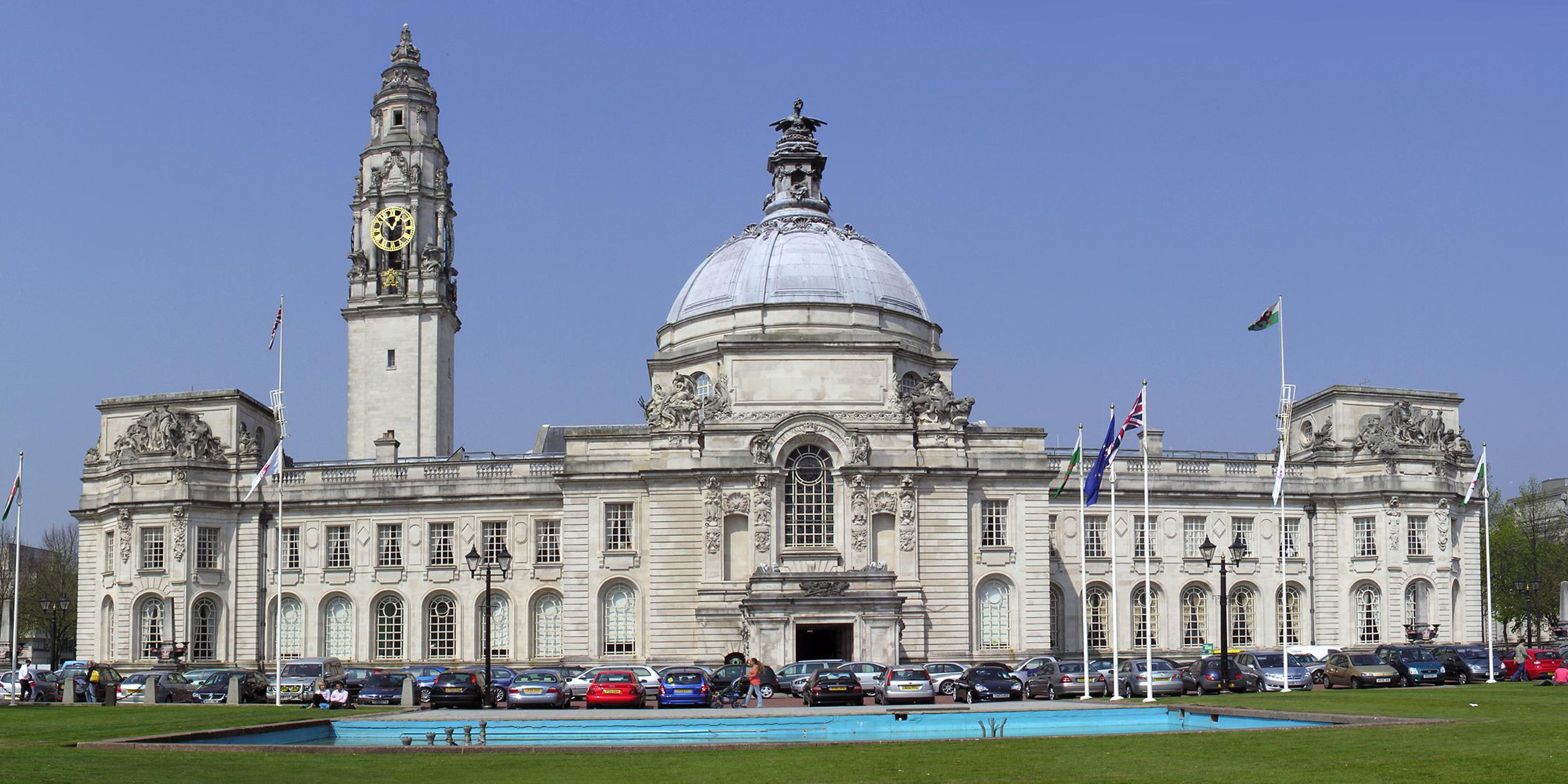
City Hall de Cardiff.

Desde las elecciones locales de 2004, ningún partido político individual ha conseguido la mayoría absoluta del Ayuntamiento. Los Liberales Demócratas tienen 35 concejales, los Conservadores tienen 17, los Laboristas tienen 13, el Plaid Cymru tiene 7 y los independentistas tres.
El alcalde actual de la ciudad es el liberal demócrata Cllr. Rodney Berman y su partido tuvo que formar coalición con el Plaid Cymru para lograr la alcaldía.

### Asamblea Nacional de Gales
La Asamblea Nacional de Gales ha estado en la bahía de Cardiff desde su formación en 1999. El edificio es conocido como el Senedd (del galés, parlamento o senado legislativo) y fue abierto el 1 de marzo de 2006 por la reina Isabel II. El ejecutivo y los funcionarios del Gobierno de la Asamblea de Gales se encuentran en Cathays Park mientras que el equipo de apoyo de los Miembros de la Asamblea, el Servicio Parlamentario de la Asamblea y el Ministerial están en la bahía de Cardiff. Los ciudadanos eligen cada cuatro Miembros de la Asamblea del distrito electoral (AMs) para la Asamblea Nacional, siendo los distritos electorales individuales para la Asamblea los mismos que para el Parlamento británico. Todos los residentes de Cardiff tienen un voto extra para la región electoral del South Wales Central.

## Economía
Como capital de Gales, Cardiff es el principal motor de la economía del país y su economía junto a la de las áreas adyacentes significan un 20 % del PIB galés, además un 40 % de los trabajadores de la ciudad llegan diariamente de las áreas circundantes del sur de Gales.

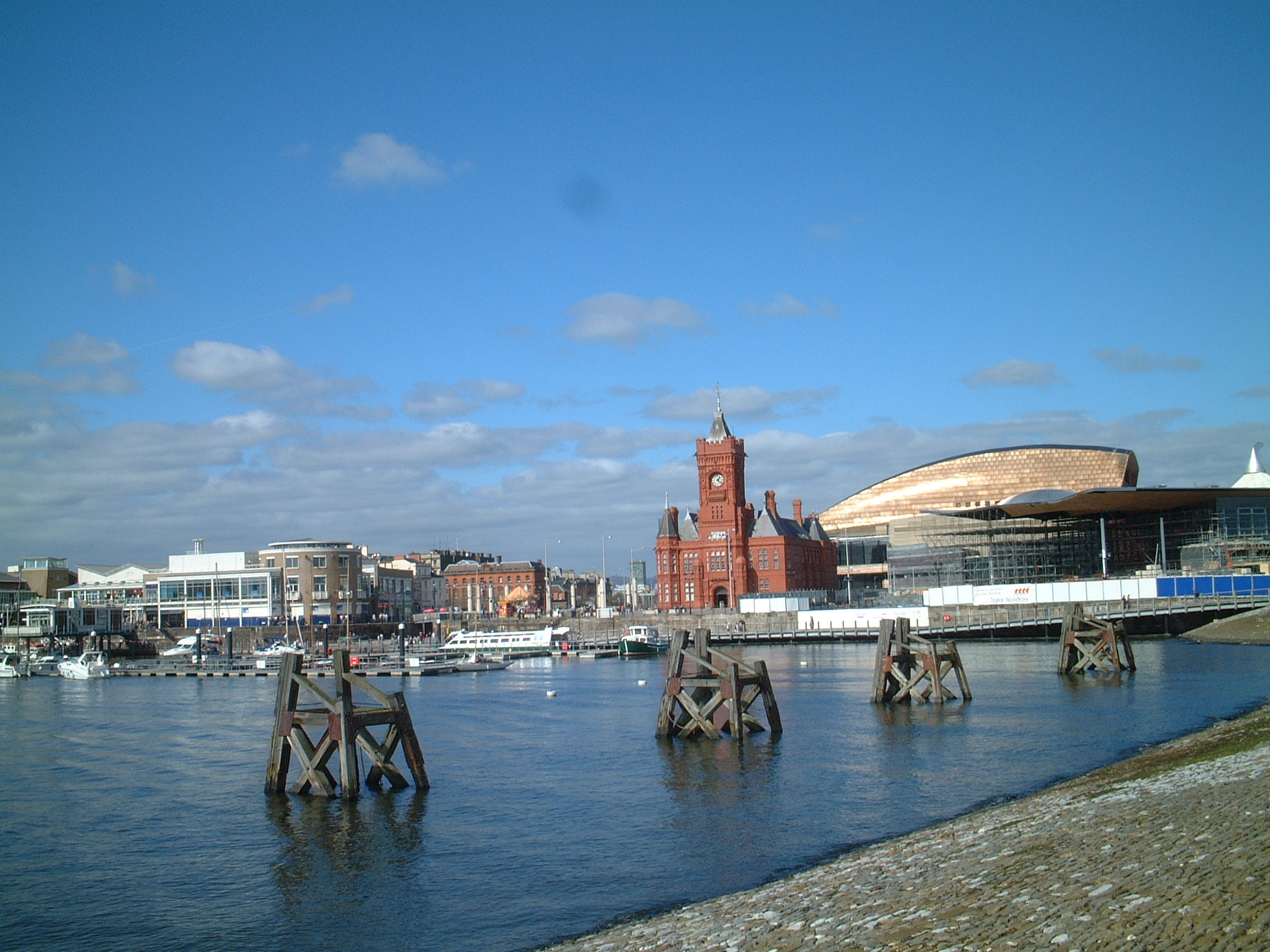
Cardiff Bay, símbolo del crecimiento económico de la ciudad.

Durante siglos la industria ha jugado el rol más importante en el crecimiento de la ciudad. El principal catalizador para la transformación de un pequeño pueblo a una gran ciudad fue la demanda de carbón para la fabricación de hierro y más tarde acero, llevado al mar por caballos de tiro desde Merthyr Tydfil. Para esta tarea se construyó un largo canal de 40 kilómetros desde Merthyr (a 510 pies del nivel del mar) hasta el estuario del Taff en Cardiff. Finalmente el ferrocarril de Taff Vale reemplazó a las barcazas del canal y aparecieron grandes centros de clasificación como el nuevo puerto que se desarrolló en Cardiff (provocado por la enorme demanda de carbón desde los valles del sur de Gales).

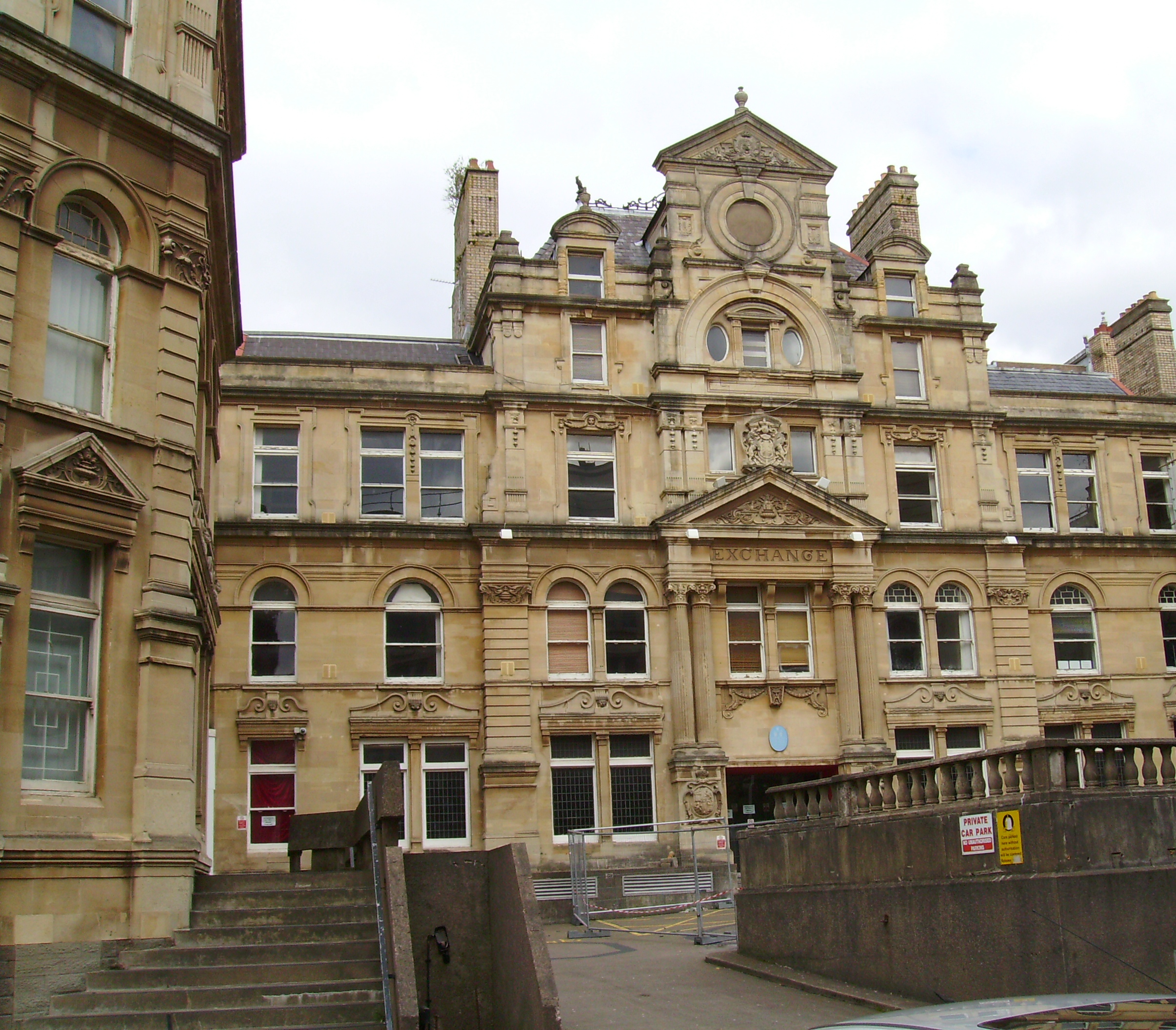
Coal Exchange de Cardiff.

En este punto, el puerto, conocido como Tiger Bay, se convirtió en el más ocupado y por algún tiempo en el puerto de carbón más importante del mundo. En los años previos a la Primera Guerra Mundial, más de 10 millones de toneladas de carbón fueron exportadas anualmente desde Cardiff. En 1907, el Coal Exchange de Cardiff (el mercado donde se intercambiaba el carbón) fue el primer lugar donde se cerró un acuerdo por un valor de un millón de libras esterlinas. Tras un período de declive, el puerto comenzó a recuperar la tendencia del crecimiento nuevamente (alrededor de 3 millones de toneladas de distintas cargas pasaron por sus puertas en 2007).
Hoy en día, Cardiff es el principal centro financiero y empresarial de Gales, con una fuerte representación de servicios financieros y de negocios en la economía local. Este sector, combinado con la Administración Pública, la Educación y el sector de la Salud representa el 75 % del crecimiento de la economía de la urbe desde 1991. Compañías como Legal & General, Admiral Insurance, HBOS, Zúrich, ING Direct, The AA, Principality Building Society, 118118, British Gas, Brains, SWALEC Energy y BT, operan todas ellas desde sus oficinas de Cardiff. Otras grandes compañías son NHS Wales y la Asamblea Nacional de Gales. El 1 de marzo de 2004, recibió el estatus de ciudad justa.

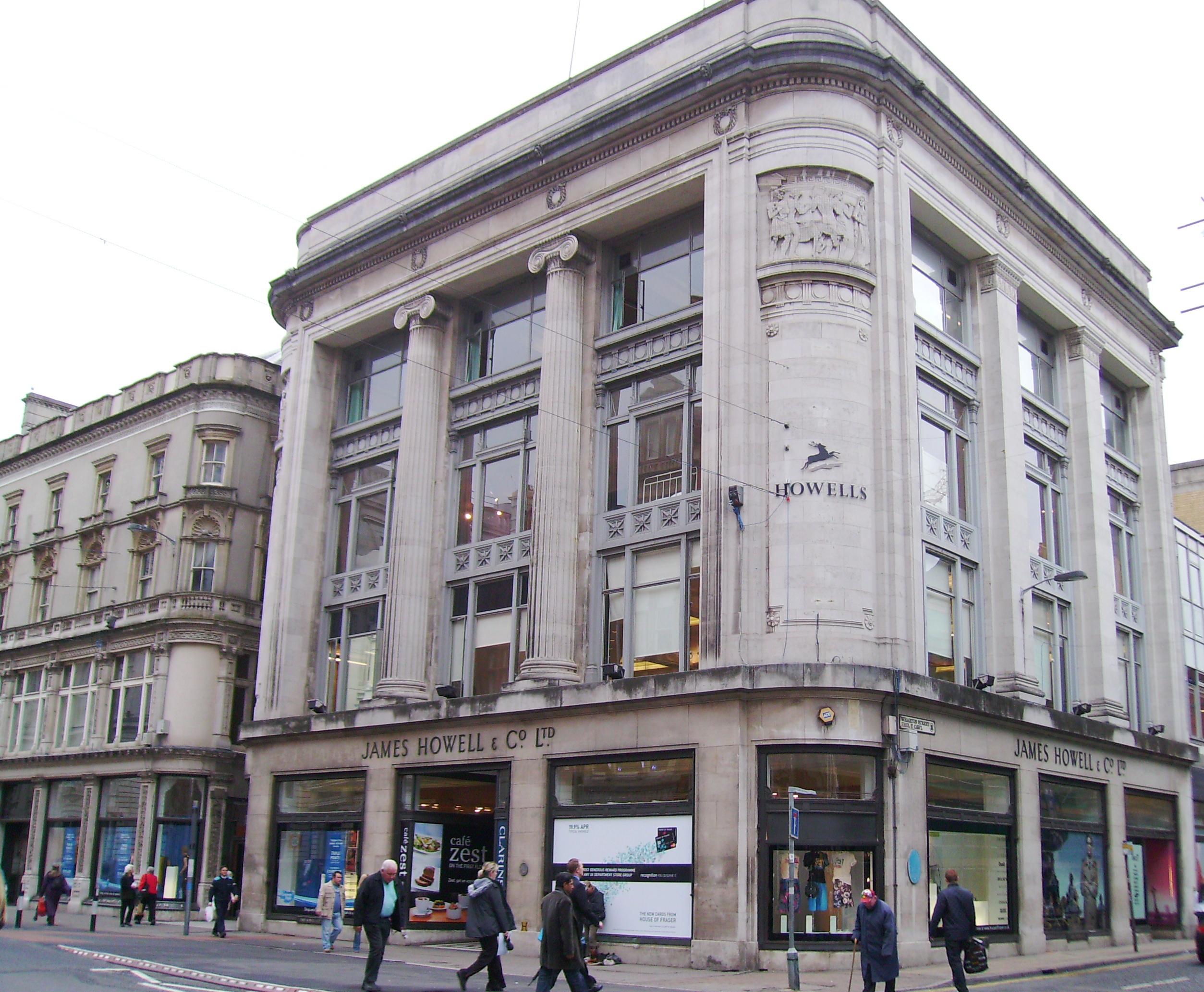
Grandes almacenes Howells, en St. Mary's Street.

Este lugar es uno de los destinos turísticos más populares del Reino Unido, con alrededor de 12 millones de visitantes en 2006. Esto se refleja en el hecho que uno de cada cinco empleados se dedica a la distribución o a la hostelería, reflejando el crecimiento de la industria turística de la ciudad. Hay un gran número de hoteles, proporcionando casi 9000 camas.
La mayoría de las tiendas y zonas de compras se encuentran en el centro histórico, entre Queen Street y St. Mary's Street, con centros comerciales localizados en la bahía de Cardiff, Culverhouse Cross, Newport Road y Pontprennau, junto con los mercados del centro de la ciudad, Splott y Leckwith. Se lanzó un programa de regeneración del St. David's Centre tasado en 675 millones de libras, y cuando se finalice en 2009 podrá contar con una superficie de 130 000 m², uno de los más grandes de todo el Reino Unido.
Cardiff es la sede, a su vez, de la industria de los medios de comunicación como la BBC de Gales, S4C e ITV de Gales, todas con estudios en la ciudad. En particular, hay un gran sector de televisión independiente con alrededor de 600 compañías, dando empleo a unos 6000 trabajadores y con unas facturaciones estimadas de 350 millones de libras.
La ciudad se encuentra inmersa en varios proyectos de regeneración tales como la mencionada extensión de St. David's Centre y las áreas circundantes del centro de la ciudad, así como la creación del International Sports Village (la Villa Olímpica) de Cardiff Bay que formó parte de los Juegos Olímpicos de Londres 2012. Contiene la única piscina de medidas olímpicas de Gales y la Piscina Internacional de Cardiff que abrió el 12 de enero de 2008.

## Patrimonio
En Cardiff hay diversos edificios y construcciones notables que resaltan la historia del pasado tradicional con la modernidad del presente y los edificios del futuro. Entre estos últimos cabe destacar el Millennium Stadium, el Edificio Pierhead de ladrillo rojo, el Centro del Milenio de Gales y la Asamblea Nacional de Gales. Sin embargo, cuenta con numerosos edificios de gran valor histórico como el Castillo de Cardiff y la Catedral de Llandaff. El centro de la ciudad vieja ha sido y es el corazón de la localidad, donde existen aún siete galerías comerciales de la época victoriana. En contraste, la Bahía de Cardiff es el lugar escogido para Bay Pointe, un complejo en construcción de diez modernos apartamentos, que presume de estar en él levantando el edificio más alto de toda Gales.

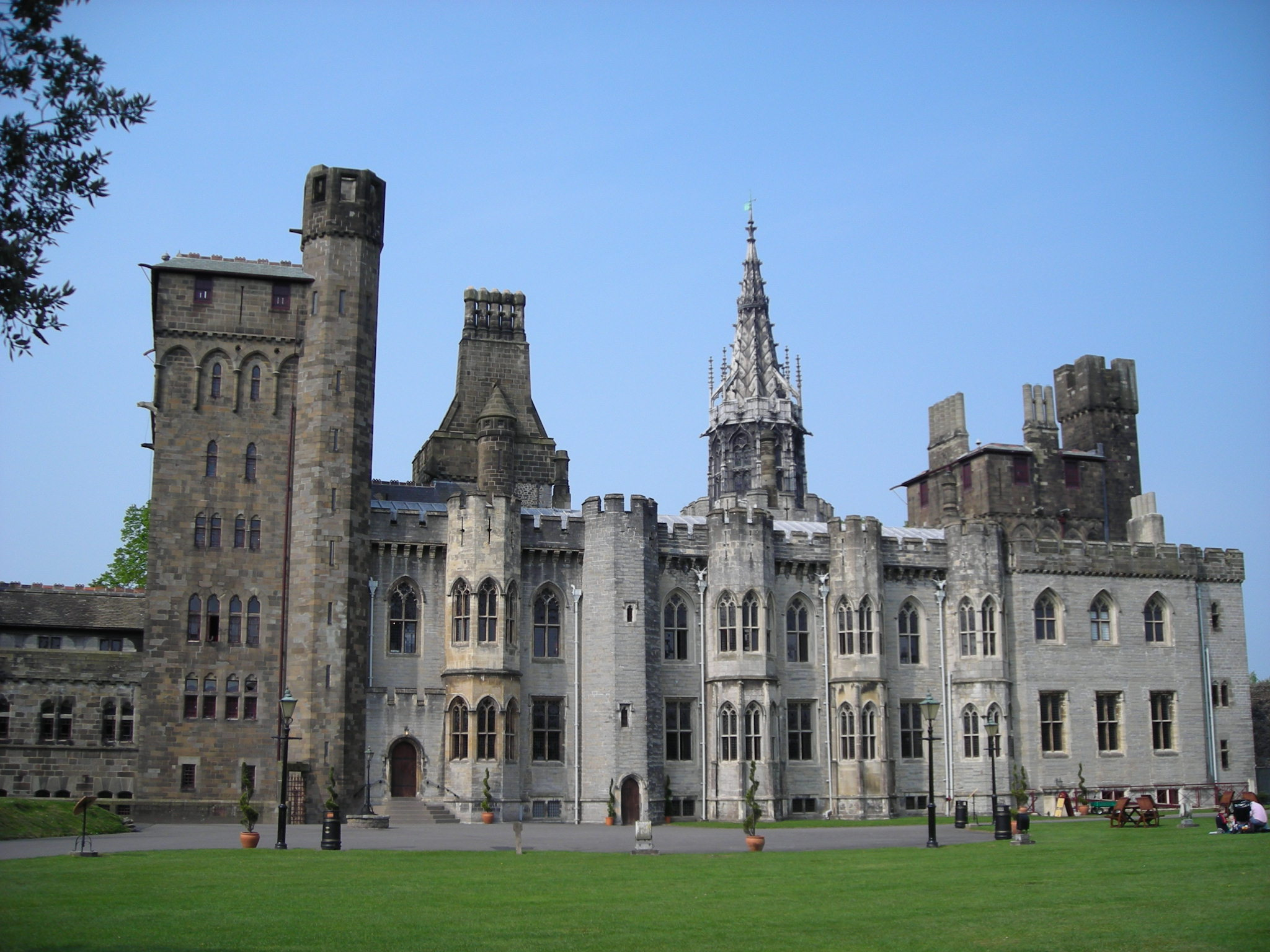
El Castillo de Cardiff.

El castillo de Cardiff es la mayor atracción turística de la ciudad y está situado en el corazón de la metrópoli, cerca de la zona comercial de Queen Street y St. Mary's Street. Fue construido en 1091 y reformado durante la época victoriana por el tercer marqués de Bute, quien mediante el arquitecto William Burges incorporó las torres de estilo neogótico. Por su parte, la catedral de Llandaff está situada en el centro de la ciudad, en las inmediaciones del castillo y de la Central Station. Edificada en el siglo XIII, aunque fundada por San Teilo en el siglo VI, ha sufrido varias reformas, siendo la más reciente la efectuada tras la Segunda Guerra Mundial, tras quedar su nave central notablemente dañada. El Museo Nacional de Historia en St. Fagans es un gran museo al aire libre que repasa la historia y cultura del pueblo galés. El Castillo St. Fagans, donde se aloja el museo, fue remodelado para convertirlo en una mansión de estilo tardo-victoriano.

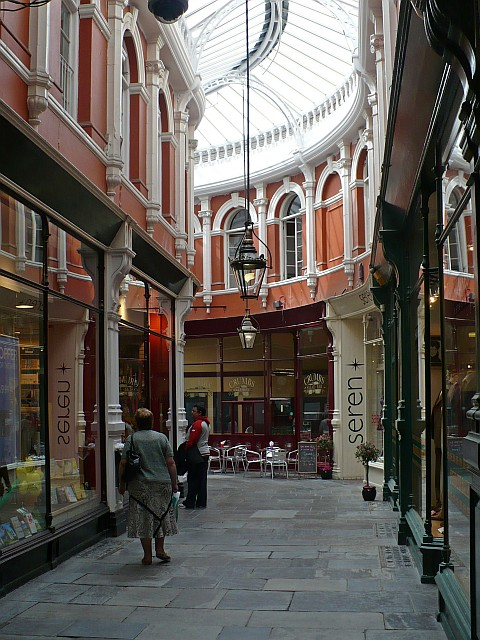
Una de las galerías victorianas del centro de Cardiff.

El Civic Centre de Cathays Park comprende una colección de edificios públicos eduardianos (estilo generalmente menos recargado que la arquitectura victoriana) edificados en el centro de la ciudad, a comienzos del siglo XX, donde destacan el Ayuntamiento y el Museo de Bellas Artes, con la colección impresionista más importante del mundo después de París. Estos edificios fueron construidos a raíz de la prosperidad que vivió la zona, con motivo de las grandes exportaciones de carbón. Entre ellos cabe señalar el mencionado Ayuntamiento de Cardiff, el Museo y Galería Nacional de Cardiff, la Corte de la Corona de Gales y los edificios que forman parte de la Universidad de Cardiff. Estos edificios rodeados de un pequeño espacio verde contienen el Welsh National War Memorial, monumento en recuerdo de las víctimas de la Primera y Segunda Guerra Mundial, y otros pequeños memoriales.
Otras de las atracciones turísticas más importantes son los regenerados sitios de la Bahía de Cardiff, en los cuales se pueden encontrar desde típicas edificaciones portuarias del siglo XIX hasta construcciones modernas y vanguardistas. Entre los cuales destacan el recientemente inaugurado Wales Millennium Centre; el Senedd (palabra galesa para el Senado); la Barrera de la Bahía de Cardiff, donde se creó un lago y un paseo marítimo de 12 km con todo tipo de restaurantes, comercios, parques y zonas de ocio; y el Coal Exchange, el antiguo mercado donde se intercambiaba el carbón. También cabe destacar el Teatro Nuevo fundado en 1906 y reformado completamente durante los años 1980. Hasta la construcción del Centro del Milenio de Gales en 2004, este teatro fue el primer local de Gales para las compañías de danza y teatro. Otros emplazamientos donde suelen celebrarse espectáculos, tales como conciertos, son el Cardiff International Arena, St.David's Hall y el Millennium Stadium.
Cardiff tiene rutas por la ciudad de especial interés para los turistas y los excursionistas, tales como el Paseo Centenario, que recorre 3,7 kilómetros del centro de la ciudad y pasa por la mayoría de las zonas y edificios más emblemáticos y característicos.

### Castillos

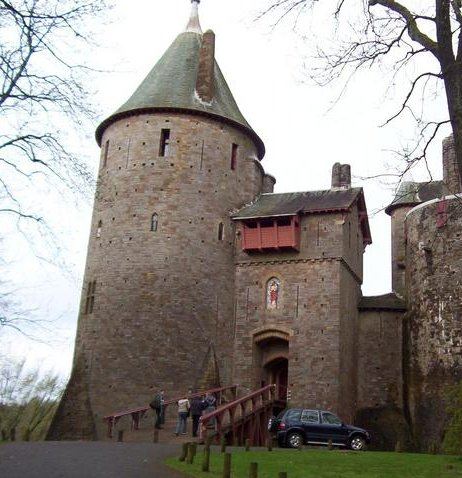
Vista exterior del Castell Coch.

Situada en la parte más estrecha de la llanura costera del sur de Gales, Cardiff tuvo una importancia estratégica crucial en la guerra entre los normandos (quienes habían ocupado las tierras bajas de Gales) y los galeses que mantenían el control de las tierras altas del país. Como resultado de esto, Cardiff presume de tener la mayor concentración de castillos del mundo.
El segundo castillo en importancia, tras el propio castillo de Cardiff, es el Castell Coch (palabra galesa de "Castillo Rojo"). Es una edificación elaboradamente decorada bajo el estilo victoriano por el tercer marqués de Bute, en el siglo XIX, mediante el arquitecto William Burges (ambos fueron los mismos que reformaron el Castillo de Cardiff). Está situado en el bosque de Tongwynlais, a las afueras de la ciudad y se levantó en el mismo sitio donde se encontraban las ruinas de un fuerte del siglo XIII. El exterior del castillo ha sido objeto de numerosas grabaciones para películas y producciones televisivas.
Pese a contar con estas dos fortalezas óptimamente conservadas, Cardiff mantiene los restos del Castillo Twmpath, el Bishop's Palace y el Castillo St. Fagans, mientras que el sitio de Treoda (o Whitchurch Castle) ha sido reconstruido.

## Educación
En Cardiff se encuentran cuatro grandes instituciones de educación universitaria: la Cardiff University, fundada por la Royal Charter en 1883 como University College of South Wales and Monmouthshire, es miembro del Grupo Russell de universidades líderes en investigación; el University of Wales Institute, Cardiff (UWIC) logró el estatus de universidad en 1997; el Royal Welsh College of Music & Drama es un conservatorio establecido en 1949 que se encuentra junto al castillo de Cardiff. Por su parte, la University of Glamorgan tiene un campus en Cardiff, el Atrium, en donde se encuentra el Cardiff School of Creative & Cultural Industries. El número total de estudiantes que cursan estudios universitarios o superiores en la ciudad alcanza las 30 000 personas. La ciudad también tiene dos colleges de educación adicional: Coleg Glan Hafren y St. David's College, aunque la educación adicional se ofrece en la mayoría de institutos de la ciudad.

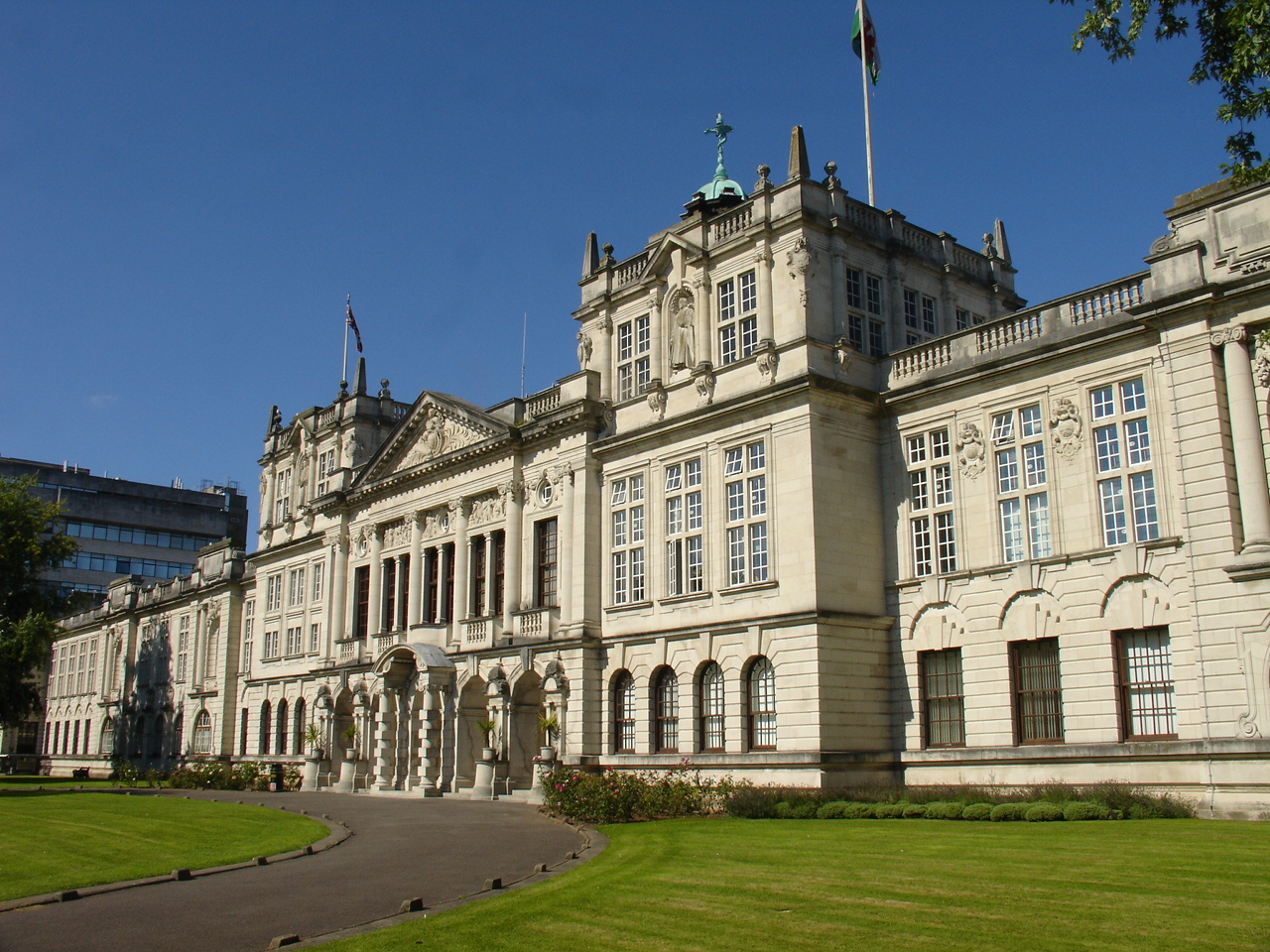
La Universidad de Cardiff.

Cardiff tiene dieciocho escuelas primarias estatales, once escuelas infantiles, diez escuelas para niños y veinte escuelas de educación secundaria. Hay también varias escuelas independientes, incluyendo entre ellas la Llandaff Cathedral School, Kings Monkton y Howell's School, un colegio únicamente femenino (hasta sixth form). Otros centros importantes son Whitchurch High School (el mayor de Gales), Fitzalan High School (que es una de las mayores escuelas estatales multiculturales del Reino Unido), y Ysgol Gyfun Gymraeg Glantaf, una de las mayores escuelas de secundaria del país.
Así bien como instituciones académicas, posee otras organizaciones de educación y aprendizaje tales como Techniquest, un centro de ciencia con franquicias por todo Gales, que es parte del Wales Gene Park en colaboración con la Universidad de Cardiff, NHS Gales y la Welsh Development Agency (WDA, Agencia para el Desarrollo de Gales). Cardiff tiene también la oficina regional más grande de la Organización del Bachillerato Internacional.

## Deporte
Los deportes más populares de Cardiff son el rugby y el fútbol. El equipo de rugby más conocido de la ciudad es el Cardiff Blues, que disputaba sus partidos en el Cardiff Arms Park hasta 2009, con capacidad para 12 500 espectadores. Ahora juega el equipo en el Cardiff City Stadium. También hay un equipo de rugby league, el Cardiff Demons, así como varios equipos amateur más.

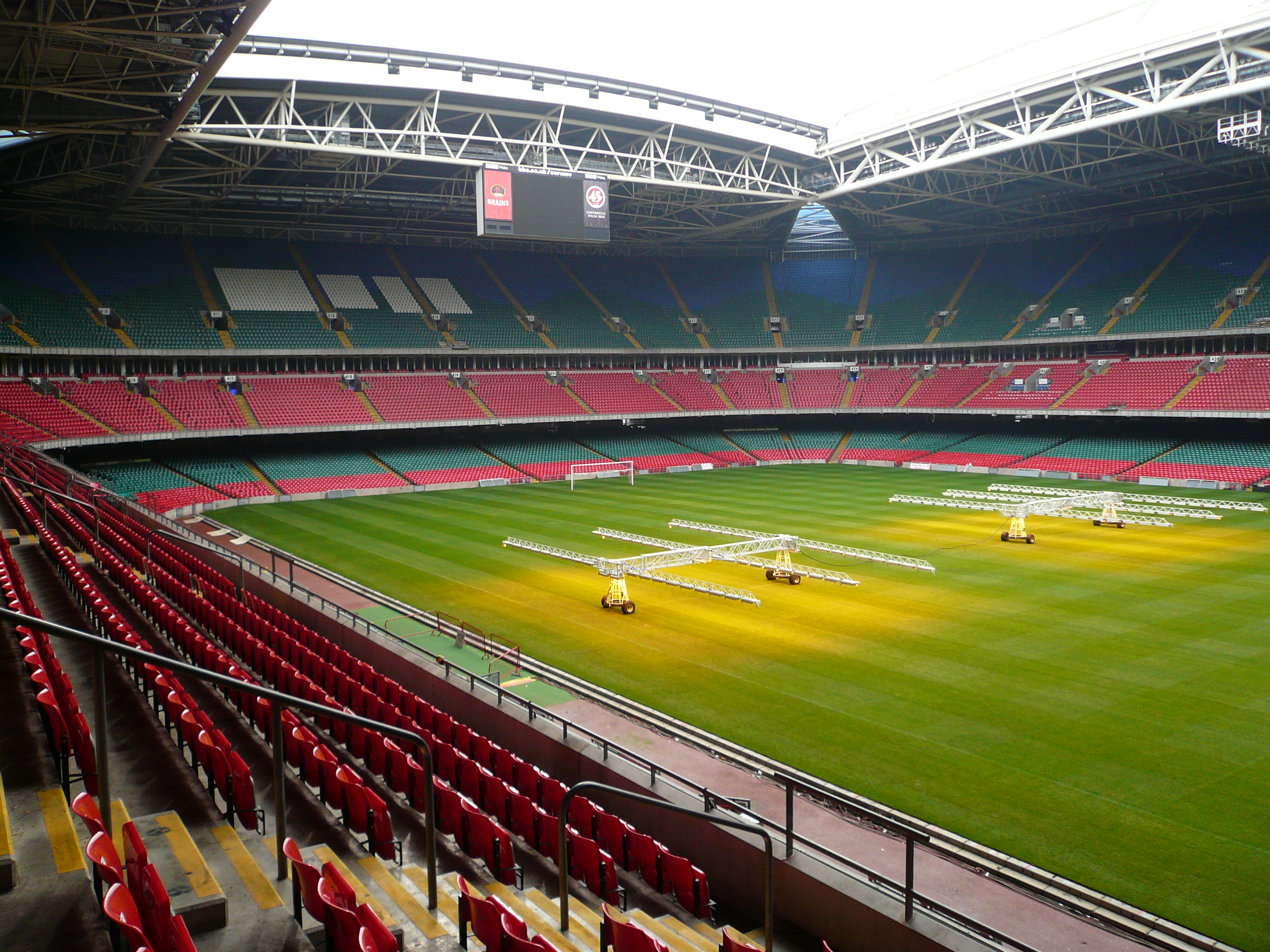
El Millennium Stadium, con capacidad para 74 500 espectadores.

Por su parte, el Cardiff City FC representa al fútbol y es conocido popularmente como los Bluebirds (los "Pájaros azules"). Disputan sus partidos como local en Cardiff City Stadium (en el Ninian Park hasta 2009) y, pese a ser un equipo galés, el Cardiff City participa en la Barclays Premier League inglesa. Además, el club estrenó estadio en 2009 a compartir con los Cardiff Blues. La ciudad posee varios equipos de fútbol locales, muy modestos y que juegan en el sistema galés de competición de liga.
Otros deportes que despiertan interés en la población son el cricket y el hockey sobre hielo. El cricket está representado en la ciudad por el Glamorgan CCC, que juega en el SWALEC Stadium. El Cardiff Devils es el equipo de hockey sobre hielo.
El Millennium Stadium representa la construcción deportiva más importante de Gales. Es el estadio de techo plegable más grande del mundo y fue el segundo de Europa en obtener esa cualidad tras el Ámsterdam Arena. En el Millennium juegan las selecciones nacionales de rugby y fútbol sus partidos como locales. Tras su construcción se erigió como el estadio más grande del Reino Unido con sus 74 500 espectadores todos sentados, pero fue superado recientemente tras las finalizaciones de los estadios Twickenham Stadium y Wembley. En el recinto también se pueden disfrutar de conciertos musicales y pruebas del Campeonato Mundial de Rally.
El 3 de junio de 2017, la ciudad acogió la final de la UEFA Champions League. El partido, disputado en el Millennium Stadium, enfrentó a la Juventus y al Real Madrid, resultando vencedor el conjunto madrileño (1-4).
| Predecesor: Vancouver | Ciudad de la Mancomunidad 1958 | Sucesor: Perth |

## Transporte
Cardiff está conectada al exterior por tierra, mar y aire. Sus infraestructuras cuentan con un aeropuerto, autopistas, ferrocarril, autobuses y servicios marítimos.

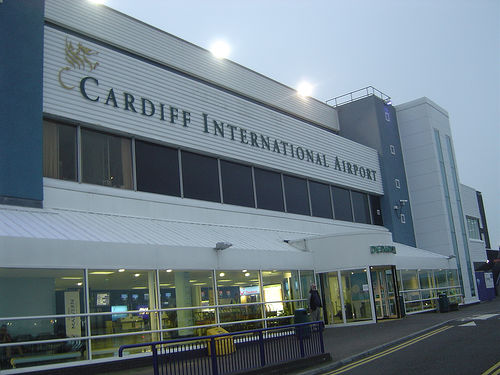
Aeropuerto Internacional de Cardiff.

### Aéreo
El Aeropuerto Internacional de Cardiff se encuentra a 19 kilómetros al suroeste de la ciudad, exactamente en la localidad de Rhoose. El recinto cuenta con un volumen de pasajeros de entre 1,5 y 2,2 millones anuales. Entre los destinos más frecuentes se encuentran ciudades costeras españolas como Palma de Mallorca, Alicante, Barcelona y Málaga, Escocia, Irlanda, Inglaterra y Holanda. Existen también algunos vuelos chárter transatlánticos con dirección a Estados Unidos, Caribe o Sudamérica. Los accesos son óptimos mediante trenes y autobuses.
También cuenta con un helipuerto situado en el distrito de Tremorfa, que es propiedad del Ayuntamiento de Cardiff. Pese a que sirvió originalmente como base operativa para la South Wales Police, el helipuerto puede facilitar el transporte de viajeros, especialmente en eventos deportivos y con destino al Millennium Stadium.

### Ferroviario
La principal estación de trenes de la ciudad es la Cardiff Central, situada en Central Square, al suroeste del centro de la ciudad. Es la estación más grande y de mayor tránsito de Gales y la décima del Reino Unido. Gestionada por Arriva Trains Wales, conecta la ciudad con los puntos más importantes de las islas británicas (Londres, Birmingham y Mánchester, por ejemplo). Las rutas de larga distancia son operadas por la compañía Great Western Railway, que enlaza el oeste y el suroeste de Inglaterra con el oeste de Gales; y CrossCountry, cuya línea 5 la conecta con Nottingham.
La estación de Cardiff Queen Street es la segunda estación de ferrocarril más transitada de Gales. También gestionada por Arriva Trains Wales, sirve principalmente mediante Valley Lines a Vale of Glamorgan, Bridgend y los Valles del Sur de Gales.

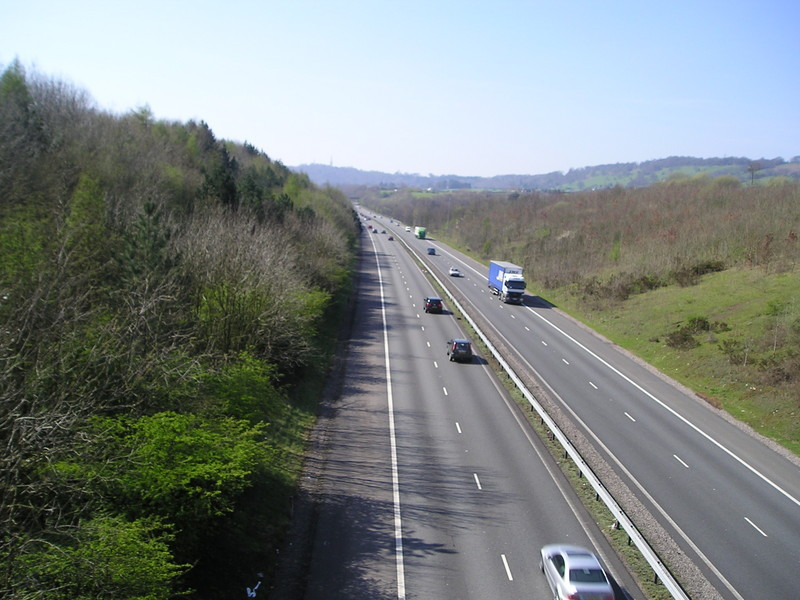
La autopista M4 en Cardiff.

### Carreteras
La regulación de las carreteras es la misma que se puede encontrar en cualquier país del Reino Unido, es decir, "M" de motorway o autopista, "A" de major road o vía principal y "B" de minor road o vía secundaria.
La autopista más importante es la M4, que conecta la ciudad con Londres, Reading, Swindon, Bath, Bristol y Swansea. La M5 enlaza con Birmingham y se puede acceder a ella mediante la M4 en Bristol. Como en otras muchas ciudades, el tráfico de vehículos provoca congestiones notables en los accesos a la capital, y el Ayuntamiento ha creado líneas de autobús dentro y fuera del centro urbano. Siguiendo el modelo londinense, el Ayuntamiento ha desvelado planes para imponer cargas adicionales por congestión de tráfico, pero solo una vez que se haya invertido considerablemente en la red del transporte público de la ciudad.
En cuanto a las vías principales, la A48(M) conecta Cardiff y Newport, la A4232 es la carretera que distribuye el tráfico y la A470 enlaza el sur con el norte del país comenzando en la Bahía de Cardiff.

## Hermanamientos
Cardiff está hermanada con las siguientes ciudades/condados:
- Lugansk (Ucrania)
- Hordaland (Noruega)
- Viña del Mar (Chile)
- Nantes (Bretaña)

- Stuttgart (Alemania, desde 1955)

Anteriormente estuvo hermanada con Baltimore en los Estados Unidos pero este acuerdo de hermanamiento expiró hace tiempo.